# سیارک ۴۰۲۰۶
سیارک ۴۰۲۰۶ (به انگلیسی: 40206 Lhenice، نامگذاری:1998SB36) چهل هزار و دویست و ششمین سیارک کشف شده‌است که در ۲۶ سپتامبر ۱۹۹۸ کشف شد.